# Prästängen
Prästängen är ett naturreservat i Ängelholms kommun i Skåne län.

## Beskrivning
Reservatet är skyddat sedan 1967 och omfattar cirka 3,25 hektar.  Det är beläget 700 meter väster om Tåstarps kyrka. På våren dominerar ett hav av vitsippor. Här finns stora greniga ekar som är upp emot 150 år gamla. Tidigare har man funnit smörboll, grönvit nattviol, skogsknipprot och stor bockrot. Området kan även ses som en träddunge på Ängelholmsslätten.
Under 1700-talet var merparten av området ängsmark som tillhörde Tåstarps by. Under 1900-talets första hälft betades området men fick senare växa igen.

## Bildgalleri

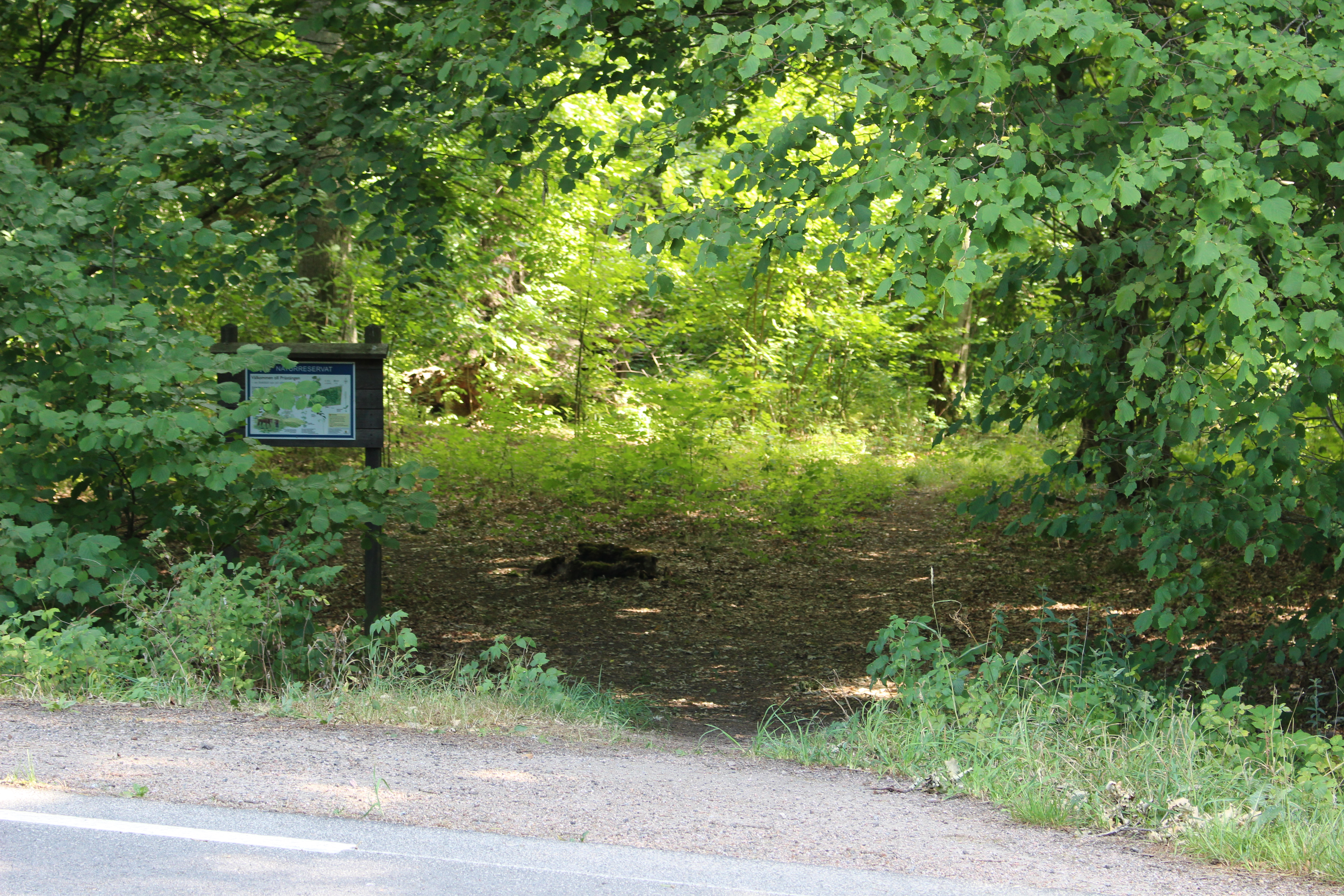
Ingång till naturreservatet.
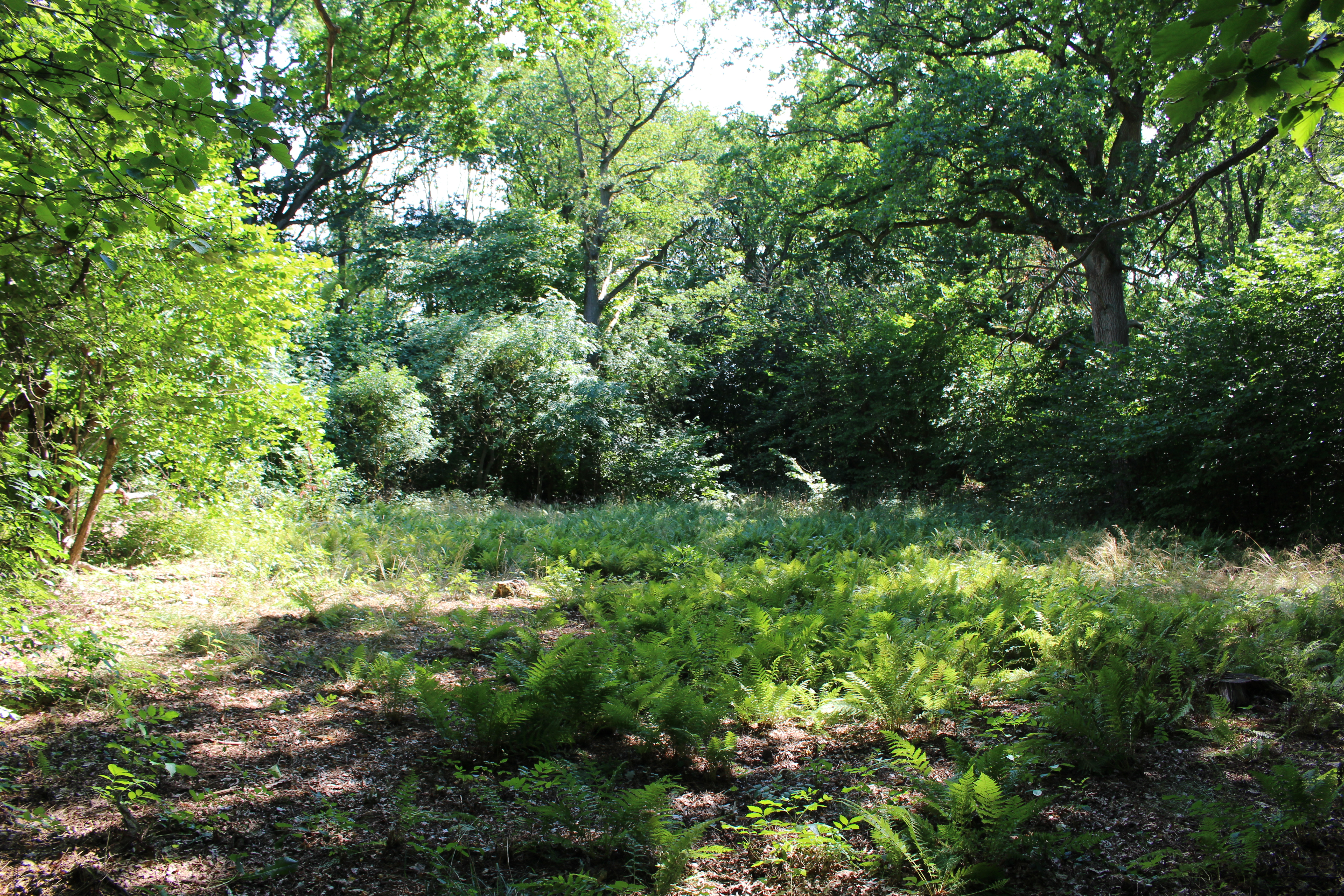
Glänta.
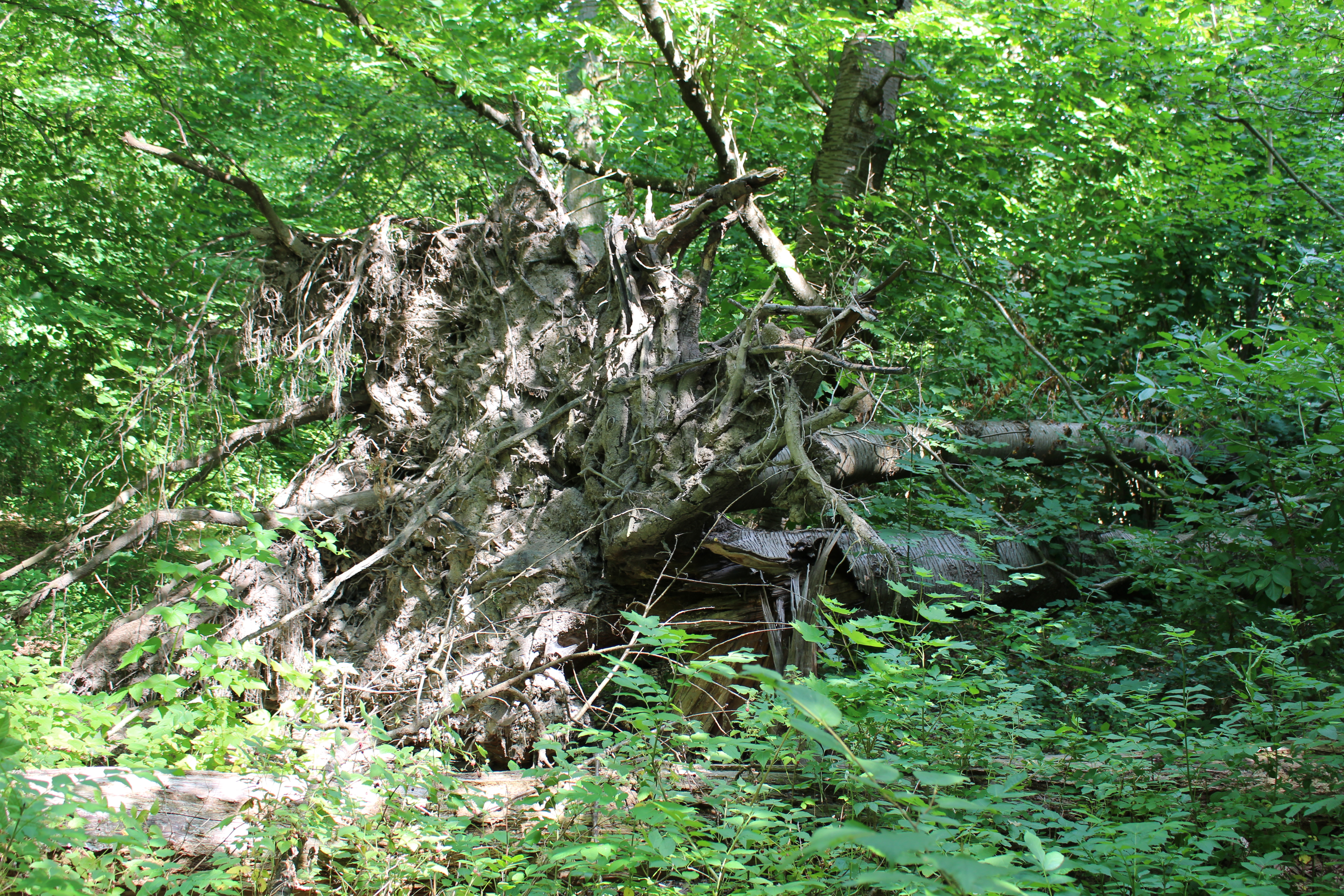
Rotvälta.